# René Pérez
René Pérez Serrano ist ein ehemaliger mexikanischer Fußballspieler auf der Position eines Stürmers.

## Laufbahn
Pérez spielte in den 1970er Jahren zunächst für den Hauptstadtverein Cruz Azul (1973 bis 1975) und anschließend für die im Norden Mexikos beheimatete Mannschaft der UANL Tigres (1975 bis 1978). Mit beiden Teams gewann er je einmal die mexikanische Fußballmeisterschaft: mit den Cementeros in der Saison 1973/74 und mit den Tigres in der Saison 1977/78.
Seine letzte Spielzeit in der höchsten mexikanischen Liga war die Saison 1979/80, in der er beim späteren Absteiger CSD Jalisco unter Vertrag stand. Dort absolvierte er allerdings nur noch einen einzigen Einsatz, als er am 13. Januar 1980 im Auswärtsspiel bei Deportivo Toluca (1:2) eine Viertelstunde vor Spielende für Agustín Méndez eingewechselt wurde.

## Erfolge
- Mexikanischer Meister: 1973/74, 1977/78